# واك فيليج
واك فيليج (بالإنجليزية: Wake Village, Texas)‏ هي مدينة تقع بولاية تكساس في شمال شرق الولايات المتحدة. تبلغ مساحة هذه المدينة 4.3 (كم²)، وترتفع عن سطح البحر 104 م، بلغ عدد سكانها 5652 نسمة في عام 2010 حسب إحصاء مكتب تعداد الولايات المتحدة وتصل الكثافة السكانية فيها 1194.2 نسمة/كم2.

## التركيبة السكانية
حدّد مكتب تعداد الولايات المتحدة بيانات التركيبة السكانية لواك فيليج في تعداد الولايات المتحدة. في ما يلي، التركيبة السكانية حسب تعدادي 2000 و2010.

### تعداد عام 2000
بلغ عدد سكان واك فيليج 5,129 نسمة بحسب تعداد عام 2000، وبلغ عدد الأسر 2,042 أسرة وعدد العائلات 1,511 عائلة مقيمة في القرية. في حين سجلت الكثافة السكانية 661.8 نسمة لكل كيلومتر مربع (1,714.1/ميل2). وبلغ عدد الوحدات السكنية 2,198 وحدة بمتوسط كثافة قدره 283.6 لكل كيلومتر مربع (734.5/ميل2).
وتوزع التركيب العرقي للقرية بنسبة 82.76% من البيض و14.19% من الأمريكيين الأفارقة و0.92% من الأمريكيين الأصليين و0.47% من الأمريكيين ذوي الأصول الآسيوية و0.04% من سكان جزر المحيط الهادئ و0.96% من الأعراق الأخرى و0.66% من عرقين مختلطين أو أكثر و3.18% من الهسبانيون أو اللاتينيون من أي عرق.
بلغ عدد الأسر 2,042 أسرة كانت نسبة 37.8% منها لديها أطفال تحت سن الثامنة عشر تعيش معهم، وبلغت نسبة الأزواج القاطنين مع بعضهم البعض 58.7% من أصل المجموع الكلي للأسر، ونسبة 12.1% من الأسر كان لديها معيلات من الإناث دون وجود شريك،  بينما كانت نسبة 3.2% من الأسر لديها معيلون من الذكور دون وجود شريكة وكانت نسبة 26% من غير العائلات. تألفت نسبة 23.3% من أصل جميع الأسر من عدة أفراد يعيشون في نفس المنزل ونسبة 8.2% كانت تتألف من شخص يعيش بمفرده يبلغ من العمر 65 عاماً أو أكثر. وبلغ متوسط حجم الأسرة المعيشية 2.51، أما متوسط حجم العائلات فبلغ 2.94.
بلغ العمر الوسطي للسكان 36.3 عاماً. وكانت نسبة 25.8% من القاطنين تحت سن الثامنة عشر، وكانت نسبة 8.4% بين الثامنة عشر والرابعة والعشرين عاماً، ونسبة 30% كانت واقعةً في الفئة العمرية ما بين الخامسة والعشرين والرابعة والأربعين عاماً، ونسبة 22.7% كانت ما بين الخامسة والأربعين والرابعة والستين، ونسبة 13% كانت ضمن فئة الخامسة والستين عاماً فما فوق. يوجد لكل 100 أنثى 90.7 ذكر، ويوجد لكل 100 أنثى في الثامنة عشر من عمرها فما فوق 87.3 ذكر.
بلغ متوسط دخل الأسرة في القرية 39,961 دولارًا، أما متوسط دخل العائلة فبلغ 47,474 دولارًا. وكان متوسط دخل الذكور 32,486 دولارًا مقابل 20,648 دولارًا للإناث. وسجل دخل الفرد الخاص بالقرية 18,447 دولارًا. وكانت نسبة 8.3% من العائلات ونسبة 12.2% من السكان تحت خط الفقر، وكان من هؤلاء نسبة 20.8% تحت سن الثامنة عشر ونسبة 10.1% في الخامسة والستين من العمر وما فوق.

### تعداد عام 2010
بلغ عدد سكان واك فيليج 5,492 نسمة بحسب تعداد عام 2010، وبلغ عدد الأسر 2,195 أسرة وعدد العائلات 1,549 عائلة مقيمة في القرية. في حين سجلت الكثافة السكانية 708.6 نسمة لكل كيلومتر مربع (1,835.3/ميل2). وبلغ عدد الوحدات السكنية 2,315 وحدة بمتوسط كثافة قدره 298.7 لكل كيلومتر مربع (773.6/ميل2).
وتوزع التركيب العرقي للقرية بنسبة 67.44% من البيض و25.27% من الأمريكيين الأفارقة و0.66% من الأمريكيين الأصليين و0.87% من الأمريكيين ذوي الأصول الآسيوية و0.13% من سكان جزر المحيط الهادئ و2.97% من الأعراق الأخرى و2.66% من عرقين مختلطين أو أكثر و5.26% من الهسبانيون أو اللاتينيون من أي عرق.
بلغ عدد الأسر 2,195 أسرة كانت نسبة 37.3% منها لديها أطفال تحت سن الثامنة عشر تعيش معهم، وبلغت نسبة الأزواج القاطنين مع بعضهم البعض 48.3% من أصل المجموع الكلي للأسر، ونسبة 18.6% من الأسر كان لديها معيلات من الإناث دون وجود شريك،  بينما كانت نسبة 3.7% من الأسر لديها معيلون من الذكور دون وجود شريكة وكانت نسبة 29.4% من غير العائلات. تألفت نسبة 26% من أصل جميع الأسر من عدة أفراد يعيشون في نفس المنزل ونسبة 10% كانت تتألف من شخص يعيش بمفرده يبلغ من العمر 65 عاماً أو أكثر. وبلغ متوسط حجم الأسرة المعيشية 2.50، أما متوسط حجم العائلات فبلغ 3.02.
بلغ العمر الوسطي للسكان 35.1 عاماً. وكانت نسبة 27.8% من القاطنين تحت سن الثامنة عشر، وكانت نسبة 7.8% بين الثامنة عشر والرابعة والعشرين عاماً، ونسبة 27.1% كانت واقعةً في الفئة العمرية ما بين الخامسة والعشرين والرابعة والأربعين عاماً، ونسبة 24.1% كانت ما بين الخامسة والأربعين والرابعة والستين، ونسبة 13.2% كانت ضمن فئة الخامسة والستين عاماً فما فوق. وتوزع التركيب الجنسي للسكان بنسبة 46.6% ذكور و53.4% إناث.

## وصلات خارجية
- The US50 - Cities and Towns in Texas State